# Droga krajowa nr 25 (Węgry)

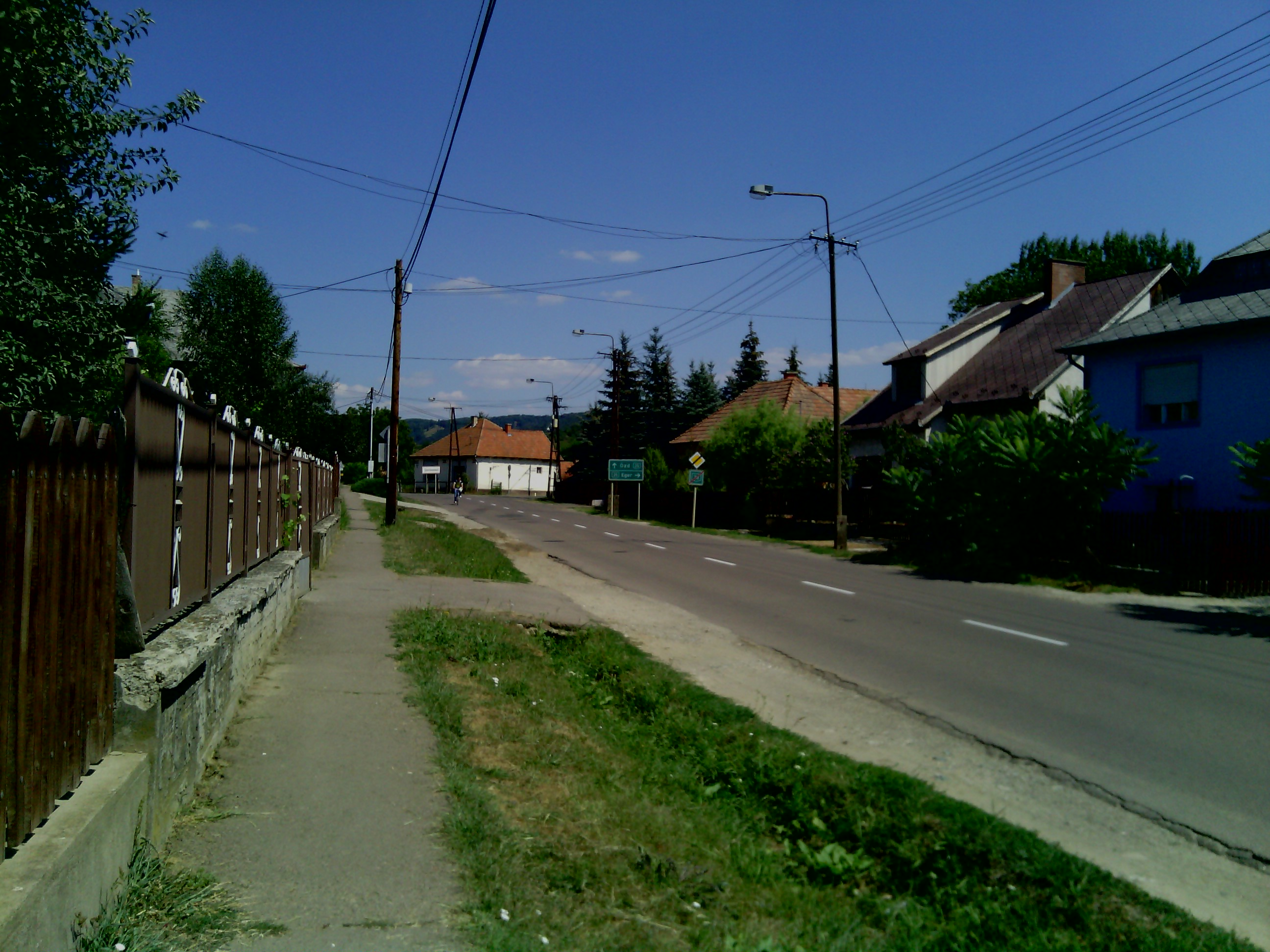
Borsodnádasd, Droga krajowa nr 25

Droga krajowa nr 25 (węg. 25-ös főút) – droga krajowa w północnych Węgrzech, w komitatach Heves i Borsod-Abaúj-Zemplén. Długość - 84 km. Przebieg: 
- Kerecsend – skrzyżowanie z 3
- Eger – skrzyżowanie z 24
- Tarnalelesz – skrzyżowanie z 23
- Borsodnádasd
- Ózd
- Bánréve – skrzyżowanie z 26
- granica węgiersko-słowacka Kraľ – Bánréve – połączenie ze słowacką drogą 67